# Calcio ai I Giochi olimpici giovanili estivi

## Torneo maschile
- Bolivia
- Haiti
- Montenegro
- Singapore
- Vanuatu
- Zimbabwe

## Torneo femminile
- Cile
- Guinea Equatoriale
- Iran
- Papua Nuova Guinea
- Trinidad e Tobago
- Turchia

## Podi

### Uomini
| Evento                     | Oro     | Argento | Bronzo    |
| Calcio maschile (dettagli) | Bolivia | Haiti   | Singapore |

### Donne
| Evento                      | Oro  | Argento            | Bronzo  |
| Calcio femminile (dettagli) | Cile | Guinea Equatoriale | Turchia |

## Medagliere
| Posizione | Paese              |   |   |   | Totale |
| --------- | ------------------ | - | - | - | ------ |
| 1         | Bolivia            | 1 | 0 | 0 | 1      |
| 1         | Cile               | 1 | 0 | 0 | 1      |
| 3         | Guinea Equatoriale | 0 | 1 | 0 | 1      |
| 3         | Haiti              | 0 | 1 | 0 | 1      |
| 5         | Singapore          | 0 | 0 | 1 | 1      |
| 5         | Turchia            | 0 | 0 | 1 | 1      |
| Totale    | Totale             | 2 | 2 | 2 | 6      |